# 203
El 203 (CCIII) fou un any comú començat en dissabte del calendari julià.

## Esdeveniments
- L'emperador Septimi Sever reconstrueix Bizanci.[1]
- Orígenes dirigeix l'escola de l'església alexandrina.[2]